# Latinoamericana
Notas de viaje, conosciuto anche come Latinoamericana, è uno dei diari di Ernesto Guevara. È stato pubblicato a Cuba nel 1992 e in Italia nel 1993.

## Diario di viaggio

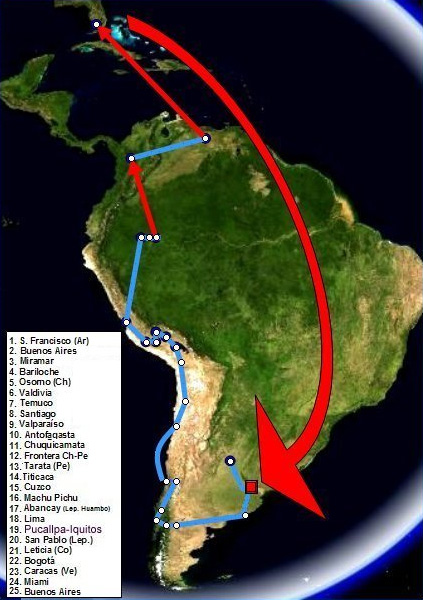
Mappa del viaggio

Il libro ripropone in forma narrativa gli appunti raccolti durante il lungo ed avventuroso viaggio improvvisato dal giovane Ernesto Guevara e dal suo amico Alberto Granado attraverso l'America Latina, inizialmente in sella alla motocicletta di quest'ultimo (una Norton 500 M18 del 1939 soprannominata "Poderosa II") e successivamente a piedi o con i più disparati mezzi di fortuna. All'epoca il futuro rivoluzionario era ancora uno studente della facoltà di medicina, prossimo alla laurea, mentre Alberto era un giovane biochimico che lavorava in un ospedale locale.
Partiti nel dicembre del 1951 dall'Argentina, le tappe più significative del loro itinerario furono le miniere di Chuquicamata nel nord del Cile, emblema dello sfruttamento spietato dei lavoratori, ed il lebbrosario di San Pablo nell'Amazzonia peruviana, emblema della crudele discriminazione di questi malati. Durante i nove mesi del viaggio, puntellati anche da due gravi crisi d'asma, il giovane Ernesto ebbe modo di osservare la miseria e la sofferenza del popolo, indotte da regimi autoritari volti a favorire nella regione gli interessi politici ed economici degli Stati Uniti, e di consolidare la propria volontà di contribuire a realizzare un mondo più equo. 

### Le tappe

#### Argentina
- Buenos Aires, 4 gennaio 1952
- Villa Gesel, 6 gennaio
- Miramar, 13 gennaio
- Necochea, 14 gennaio
- Bahìa Blanca, 16 gennaio - 21 gennaio
- Verso Chole Choel, 22 gennaio
- Chole Choel, 25 gennaio
- Piedra de Aguila, 29 gennaio
- San Martìn de los andes, 31 gennaio
- Nahuel Huapi, 8 febbraio
- Bariloche, 11 febbraio

#### Cile
- Peulla, 14 febbraio
- Temuco, 18 febbraio
- Lautaro, 21 febbraio
- Los Angeles, 27 febbraio
- Santiago del Cile, 1º marzo
- Valparaìso, 7 marzo
- A bordo del San Antonio, 8-10 marzo
- Antofagasta, 11 marzo
- Baquedano, 12 marzo
- Chuquicamata, 13-15 marzo
- Iquique, 20 marzo
- Arica, 22 marzo

#### Perù
- Tacna, 24 marzo
- Tarata, 25 marzo
- Puno, 26 marzo
- Lago Titicaca, 27 marzo
- Juliaca, 28 marzo
- Sicuani, 30 marzo
- Cuzco, 31 marzo
- Machu Picchu, 3 aprile
- Cuzco, 6-7 aprile
- Abancay, 11 aprile
- Huancarama, 13 aprile
- Huambo, 14 aprile
- Huancarama, 15 aprile
- Andahuaylas, 16-19 aprile
- Huanta
- Ayacucho, 22 aprile
- Huancayo
- La Merced, 25-26 aprile
- Tra Oxampa e San Ramòn, 27 aprile
- San Ramòn, 28 aprile
- Tarma, 30 aprile
- Lima,1° - 17 maggio
- Cerro de Pasco, 19 maggio
- Pucallpa, 24 maggio
- A bordo de La Cenepa, 25 maggio
- Sul Rio delle Amazzoni, 26-27 fino 31 maggio
- Iquitos, 1° - 5 giugno
- A bordo de El Cisne (navigazione sul Rio delle Amazzoni) 6-7 giugno
- Lebbrosario di San Pablo, 8-19 giugno(partenza il 20)
- A bordo della zattera Mambo-Tango sul Rio delle Amazzoni 21 giugno

#### Colombia
- Leticia 23 giugno - 1º luglio(partenza il 2 luglio in aereo)
- Sosta di transito a Tres Esquinas, 2 luglio
- Madrid, aeroporto militare a 30 km da Bogotà
- Bogotà, 2-10 luglio
- Cùcuta, 12-13 luglio

#### Venezuela
- San Cristòbal, 14 luglio
- Tra Barquisimeto e Corona, 16 luglio
- Caracas, 17-26 luglio

## Edizioni
- Ernesto Guevara, Latinoamericana. Un diario per un viaggio in motocicletta, traduzione di Pino Cacucci e Gloria Corica, Feltrinelli, 1993, ISBN 88-07-81259-2.
- Ernesto Guevara, Latinoamericana. I diari della motocicletta, traduzione di Pino Cacucci e Gloria Corica; prefazione di Aleida Guevara March, Mondadori, 2013, ISBN 978-88-04-63386-0.

## Trasposizione cinematografica
Dal libro, divenuto fin dalla sua pubblicazione un cult, nel 2004 è stato tratto il film I diari della motocicletta, con Rodrigo de la Serna nel ruolo di Granado e Gael García Bernal nel ruolo di Guevara.